# Johan Gastien
Pour les articles homonymes, voir Gastien.
Johan Gastien, né le 25 janvier 1988 à Niort (Deux-Sèvres), est un footballeur français. Il évolue au poste de milieu de terrain au Clermont Foot 63 où il est actuellement capitaine. Il est reconnu pour son engagement sur le terrain, son endurance et ses tacles glissés tranchants.
Il est le fils de Pascal Gastien, footballeur devenu entraîneur.

## Carrière

### Début de carrière aux Chamois niortais
Formé aux Chamois Niortais, Johan Gastien va jouer avec son club formateur, à l'âge de 20 ans, ses premières minutes en Ligue 2 le 28 mars 2008. Il va progressivement s'imposer comme un élément essentiel du renouveau sportif de ce club qui fut à l'époque relégué en National puis en CFA avant de retrouver sous l'impulsion de l'entraîneur Pascal Gastien, son père, le monde professionnel lors de la saison 2012/2013.

### Développement au Dijon FCO
En fin de contrat avec les Chamois niortais à l'été 2013, Johan Gastien dispose de plusieurs offres, notamment du Dijon FCO, de l'AS Saint-Étienne ou du Stade Malherbe de Caen. Il choisit le club bourguignon et s'engage pour trois ans. Il s'installe dans l'équipe-type de son nouveau club et réalise de bonnes prestations lui permettant d'être nommé pour le trophée du joueur du mois du championnat en janvier 2014. Le changement le plus important par rapport aux années précédentes est sa position sur le terrain qui est plus avancée qu'auparavant, dans un rôle de meneur de jeu,.

### Rebond au Stade brestois 29
Lors du mercato hivernal 2017 et quelques jours après son ami Quentin Bernard, Gastien rejoint lui aussi le Stade brestois 29. Il signe un contrat de deux ans et demi.

### Joueur important du Clermont foot 63
Après avoir eu l'opportunité de signer en Chine[réf. nécessaire], il décide de poursuivre sa carrière au Clermont Foot 63 lors du mercato 2018. Il rejoint son père, qui est l'entraîneur de l'équipe, et participe à la montée du club auvergnat en Ligue 1 à l'issue de la saison 2020/2021. Lors de la saison 2021/2022 il est un des joueurs clés du club, qui arrache son maintien dans l'élite. Il prolonge dans la foulée son contrat en Auvergne jusqu'en juin 2025. La saison 2022/2023 est celle de la confirmation pour le club avec une superbe huitième place en Ligue 1 et un exercice réussit pour le milieu défensif infatigable clermontois qui est alors l'un des joueurs clés au Clermont Foot 63 en se payant le luxe d'être le marathonien du championnat à 35 ans. Malheureusement, en 2023/2024 lors de la dernière saison du Clermont Foot 63 en Ligue 1, Johan Gastien ne va pas surnager bien que parfois très intéressant mais souvent décevant dans une équipe clermontoise qui n'y arrive pas et file en Ligue 2. Relégation synonyme de changement d'entraîneur car Pascal Gastien, son père qui avait permis au club de monter en Ligue 1 termine la saison en intermittence avec Sébastien Bichard qui deviendra le remplaçant au poste d'entraîneur au Clermont Foot 63 la saison suivante.

## Statistiques
| Saison                | Club                  | Championnat           | Championnat | Championnat | Championnat | Coupe nationale | Coupe nationale | Coupe nationale | Coupe de la Ligue | Coupe de la Ligue | Coupe de la Ligue | Play-offs | Play-offs | Play-offs | Total | Total | Total |
| Saison                | Club                  | Division              | M.          | B.          | P.d.        | M.              | B.              | P.d.            | M.                | B.                | P.d.              | M.        | B.        | P.d.      | M.    | B.    | P.d.  |
| 2007-2008             | Chamois niortais      | Ligue 2               | 1           | 0           | 0           | -               | -               | -               | -                 | -                 | -                 | -         | -         | -         | 1     | 0     | 0     |
| 2008-2009             | Chamois niortais      | National              | 20          | 0           | 0           | 4               | 1               | 0               | 1                 | 0                 | 0                 | -         | -         | -         | 25    | 1     | 0     |
| 2009-2010             | Chamois niortais      | CFA                   | 20          | 3           | 0           | 2               | 0               | 0               | -                 | -                 | -                 | -         | -         | -         | 22    | 3     | 0     |
| 2010-2011             | Chamois niortais      | National              | 33          | 4           | 1           | -               | -               | -               | -                 | -                 | -                 | -         | -         | -         | 33    | 4     | 1     |
| 2011-2012             | Chamois niortais      | National              | 32          | 3           | 0           | 3               | 1               | 0               | -                 | -                 | -                 | -         | -         | -         | 35    | 4     | 0     |
| 2012-2013             | Chamois niortais      | Ligue 2               | 34          | 4           | 3           | 1               | 0               | 0               | 2                 | 0                 | 0                 | -         | -         | -         | 37    | 4     | 3     |
| Sous-total            | Sous-total            | Sous-total            | 140         | 14          | 4           | 10              | 2               | 0               | 3                 | 0                 | 0                 | -         | -         | -         | 153   | 16    | 4     |
| 2013-2014             | Dijon FCO             | Ligue 2               | 30          | 7           | 0           | 3               | 0               | 0               | 1                 | 0                 | 0                 | -         | -         | -         | 34    | 7     | 0     |
| 2014-2015             | Dijon FCO             | Ligue 2               | 30          | 2           | 1           | 2               | 0               | 0               | 2                 | 0                 | 0                 | -         | -         | -         | 34    | 2     | 1     |
| 2015-2016             | Dijon FCO             | Ligue 2               | 35          | 0           | 4           | 1               | 0               | 0               | 2                 | 0                 | 0                 | -         | -         | -         | 38    | 0     | 4     |
| 2016-2017             | Dijon FCO             | Ligue 1               | 15          | 0           | 0           | 1               | 0               | 0               | 1                 | 0                 | 0                 | -         | -         | -         | 17    | 0     | 0     |
| Sous-total            | Sous-total            | Sous-total            | 110         | 9           | 5           | 7               | 0               | 0               | 6                 | 0                 | 0                 | -         | -         | -         | 123   | 9     | 5     |
| 2016-2017             | Stade brestois 29     | Ligue 2               | 16          | 1           | 1           | -               | -               | -               | -                 | -                 | -                 | -         | -         | -         | 16    | 1     | 1     |
| 2017-2018             | Stade brestois 29     | Ligue 2               | 23          | 0           | 0           | -               | -               | -               | 1                 | 0                 | 0                 | 1         | 0         | 0         | 25    | 0     | 0     |
| Sous-total            | Sous-total            | Sous-total            | 39          | 1           | 1           | -               | -               | -               | 1                 | 0                 | 0                 | 1         | 0         | 0         | 41    | 1     | 1     |
| 2018-2019             | Clermont Foot 63      | Ligue 2               | 32          | 0           | 4           | 3               | 0               | 0               | 2                 | 0                 | 1                 | -         | -         | -         | 37    | 0     | 5     |
| 2019-2020             | Clermont Foot 63      | Ligue 2               | 23          | 0           | 0           | -               | -               | -               | 1                 | 0                 | 0                 | -         | -         | -         | 24    | 0     | 0     |
| 2020-2021             | Clermont Foot 63      | Ligue 2               | 35          | 1           | 3           | 1               | 0               | 0               | -                 | -                 | -                 | -         | -         | -         | 36    | 1     | 3     |
| 2021-2022             | Clermont Foot 63      | Ligue 1               | 32          | 0           | 1           | 1               | 0               | 0               | -                 | -                 | -                 | -         | -         | -         | 33    | 0     | 1     |
| 2022-2023             | Clermont Foot 63      | Ligue 1               | 31          | 4           | 3           | -               | -               | -               | -                 | -                 | -                 | -         | -         | -         | 31    | 4     | 3     |
| 2023-2024             | Clermont Foot 63      | Ligue 1               | 28          | 0           | 0           | 2               | 0               | 0               | -                 | -                 | -                 | -         | -         | -         | 30    | 0     | 0     |
| 2024-2025             | Clermont Foot 63      | Ligue 2               | 25          | 1           | 0           | 2               | 0               | 0               | -                 | -                 | -                 | 2         | 0         | 0         | 29    | 1     | 0     |
| 2025-2026             | Clermont Foot 63      | Ligue 2               | 2           | 0           | 0           | -               | -               | -               | -                 | -                 | -                 | -         | -         | -         | 2     | 0     | 0     |
| Sous-total            | Sous-total            | Sous-total            | 208         | 6           | 11          | 9               | 0               | 0               | 3                 | 0                 | 1                 | 2         | 0         | 0         | 222   | 6     | 12    |
| Total sur la carrière | Total sur la carrière | Total sur la carrière | 497         | 30          | 21          | 26              | 2               | 0               | 13                | 0                 | 1                 | 3         | 0         | 0         | 539   | 32    | 22    |

## Palmarès
Il remporte le groupe C du CFA en 2010 et est vice-champion de National en 2012 avec les Chamois niortais.
Lors de la saison 2020-2021, il est vice-champion de Ligue 2 et participe à la montée du Clermont Foot 63 en Ligue 1, une première historique pour le club.